# Vöröstó
Vöröstó (deutsch Werstuhl) ist eine ungarische Gemeinde im Kreis Veszprém im Komitat Veszprém.

## Geografische Lage
Vöröstó liegt 20 Kilometer südwestlich der Kreisstadt und des Komitatssitzes Veszprém und ungefähr 14 Kilometer vom nördlichen Ufer des Balaton entfernt. Nachbargemeinden sind Barnag, Nagyvázsony und Mencshely.

## Geschichte
Im Jahr 1913 gab es in der damaligen Kleingemeinde 57 Häuser und 300 Einwohner auf einer Fläche von 1071 Katastraljochen. Sie gehörte zu dieser Zeit zum Bezirk Veszprém im Komitat Veszprém.

## Infrastruktur
In Vöröstó gibt es neben Bürgermeisteramt und der römisch-katholischen Kirche eine Brennerei, die Pálinka produziert sowie eine Galerie in einem ehemaligen Kornspeicher.

## Sehenswürdigkeiten
- Dorfmuseum (Faluház)
- Kalvarienberg mit Kapelle, errichtet in der ersten Hälfte des 19. Jahrhunderts, am östlichen Rand der Gemeinde gelegen
- Römisch-katholische Kirche Szeplőtelen Fogantatás, erbaut 1825–1826 (Spätbarock)
- Szentháromság-Säule (Szentháromság-oszlop), errichtet 1912, vor der Kirche
- Traditionelle Bauernhäuser aus dem 19. Jahrhundert
- Weltkriegsdenkmal (I. és II. világháborús emlékmű), vor dem Friedhof

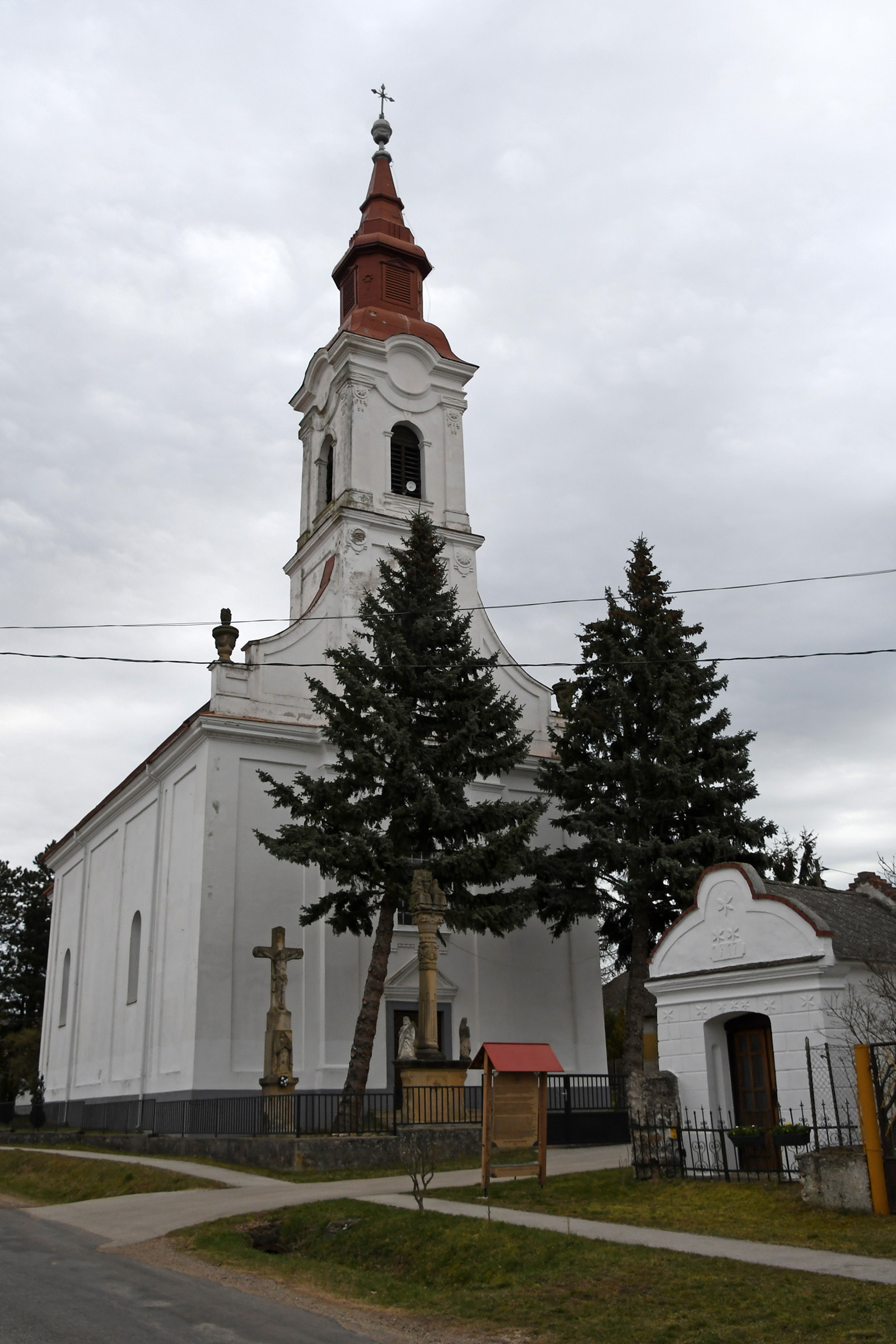
Römisch-katholische Kirche Szeplőtelen Fogantatás
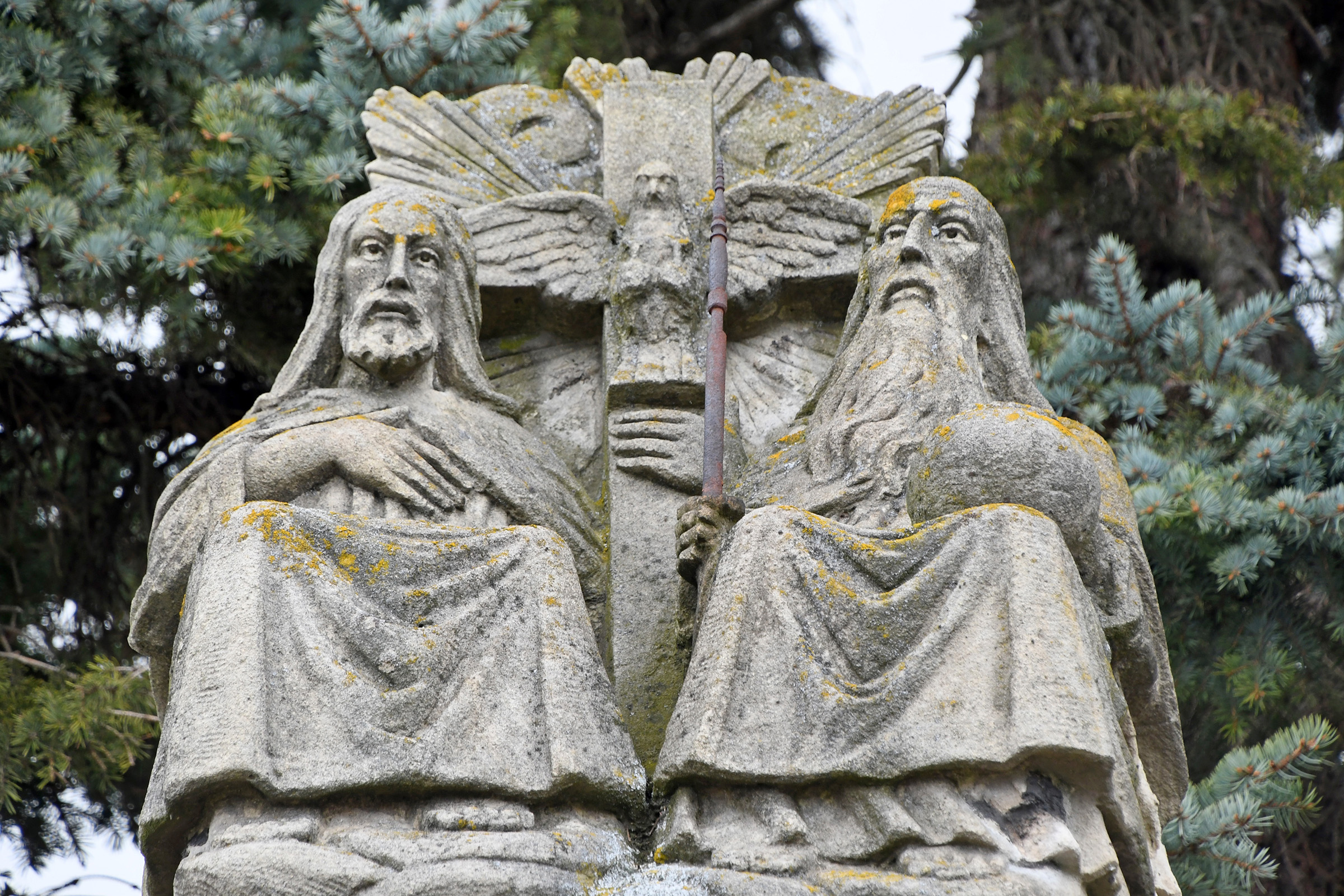
Spitze der Szentháromság-Säule
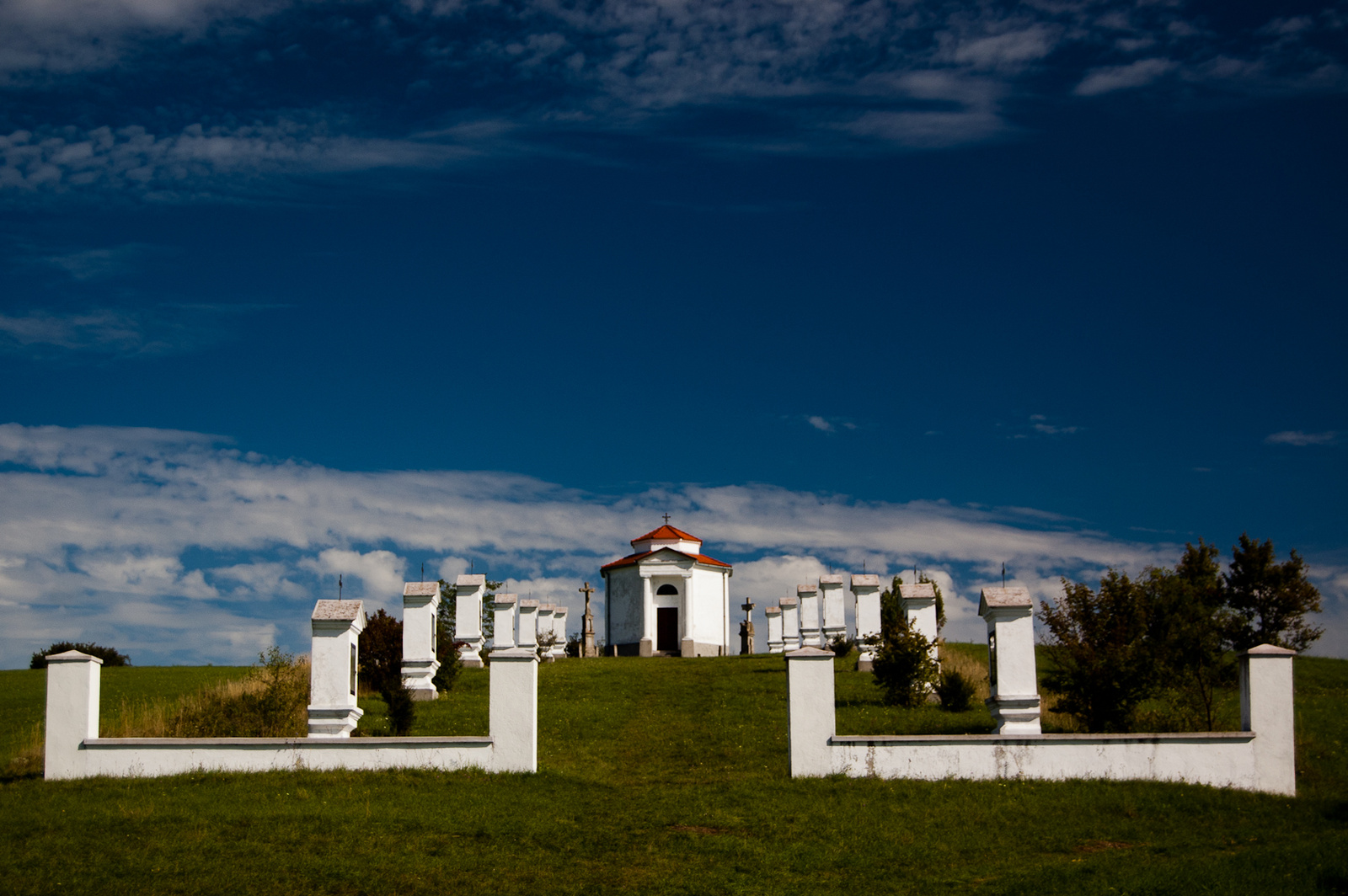
Kalvarienberg mit Kapelle
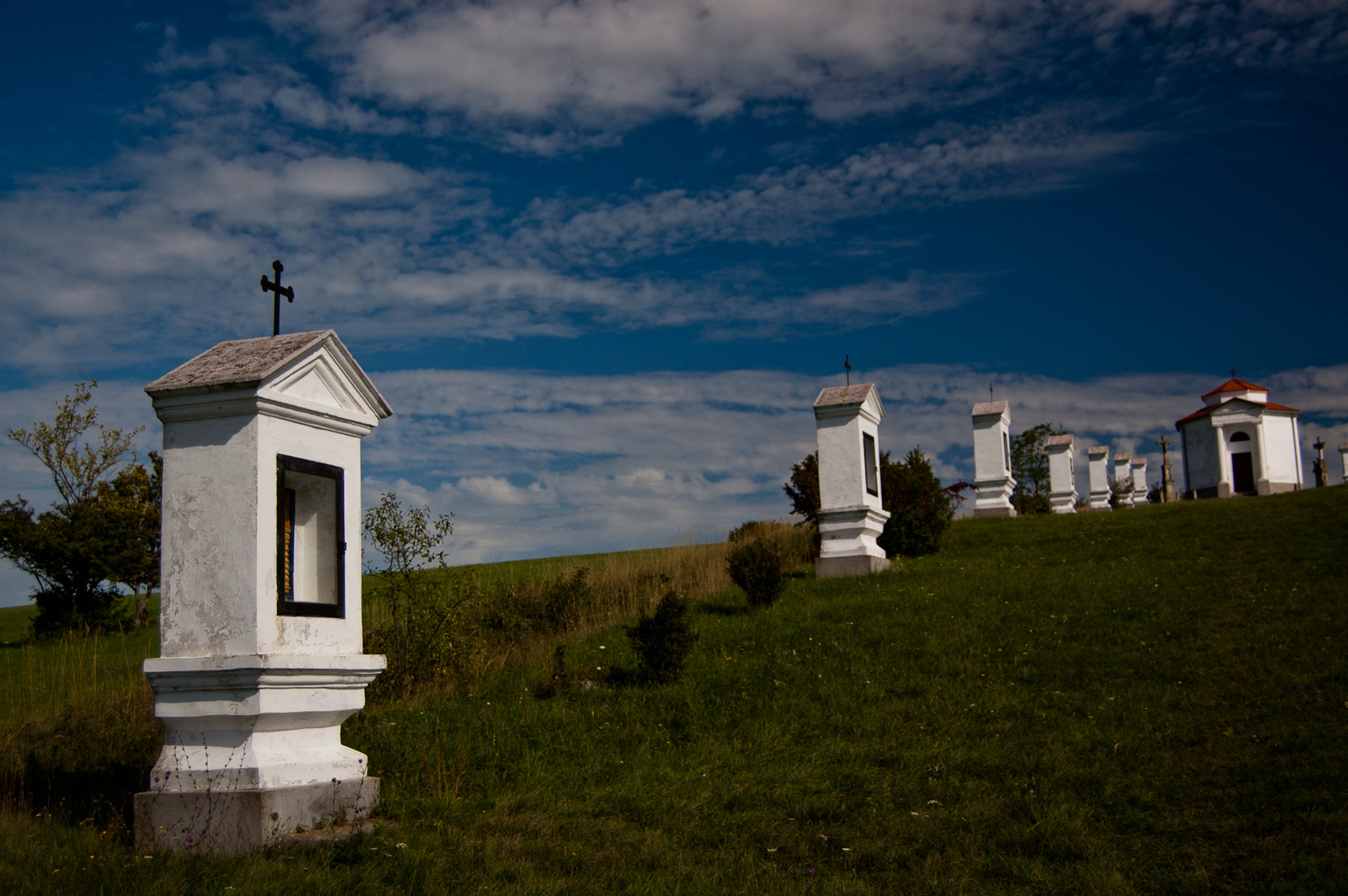
Stationen auf dem Kalvarienberg
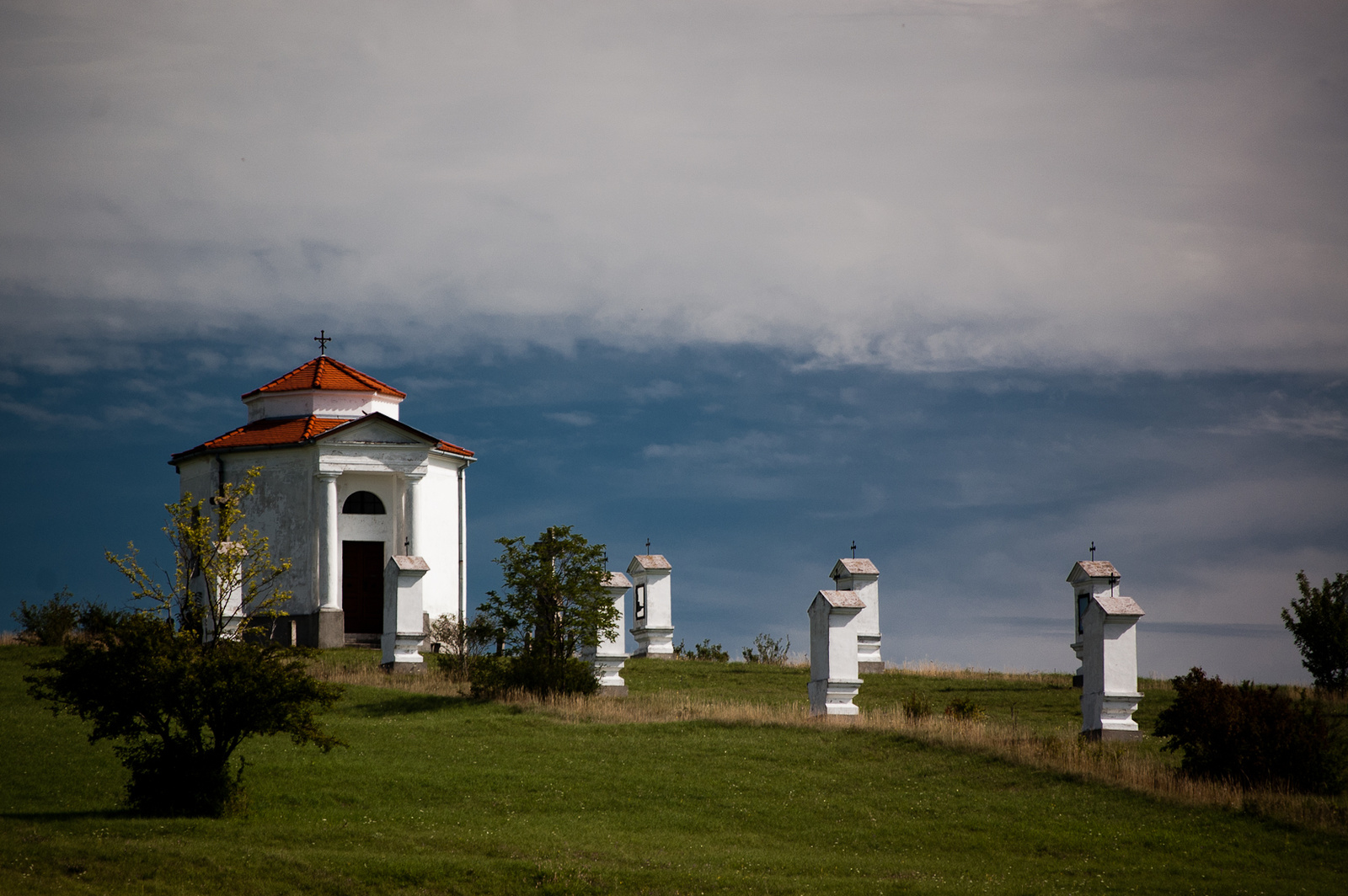
Kapelle auf dem Kalvarienberg

## Verkehr
Durch Vöröstó verläuft die Nebenstraße Nr. 73113. Es besteht eine Kleinbusverbindung nach Nagyvázsony. Der nächstgelegene Bahnhof Balatonakali-Dörgicse befindet sich 14 Kilometer südlich am Balaton.